# Michel de Klerk
Michel de Klerk, född 24 november 1884 i Amsterdam, död 24 november 1923, var en nederländsk arkitekt. 
Michel de Klerk var en av de främsta företrädarna för den så kallade Amsterdamskolan, en expressiv, formrik arkitekturstil från 1910-talet, med fasader främst i tegel.

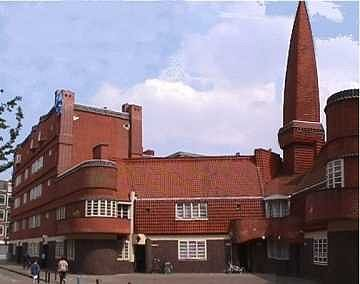
Het Ship, Amsterdam
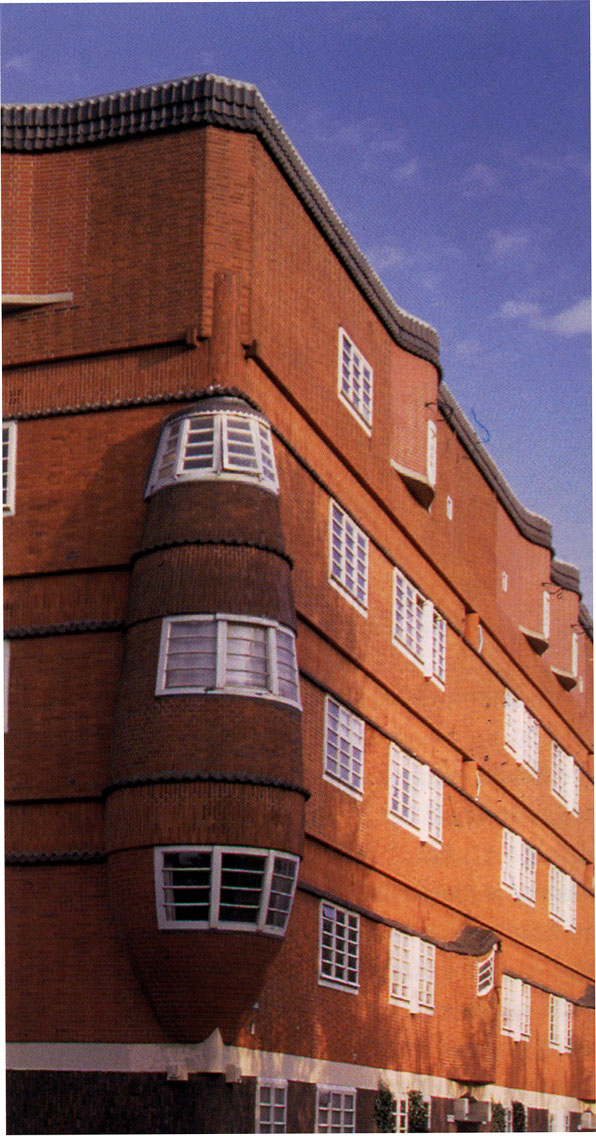
Hörnet på Het Ship vid Zaanstraat.